# Lucio Pinario
Lucio Pinario Scarpi (fl. I secolo a.C.) è stato un politico romano del I secolo a.C.

## Biografia
Poco si sa della sua attività a parte un passo di Svetonio  che ce lo indica come coerede per un quarto, assieme al fratello, di Gaio Giulio Cesare per parte della sorella di questi. Si suppone quindi che fosse figlio di un primo matrimonio di Giulia maggiore, il padre doveva provenire dalla patrizia gens Pinaria, in alternativa fu adottato da un esponente di questa gens e ne assunse il nome.
Gli altri eredi erano il fratello Quinto Pedio e il nipote Gaio Ottavio. Nonostante fosse il maggiore dei nipoti, pare che al contrario che per questi ultimi non sembra che il celebre zio si fosse interessato alla sua carriera e il suo nome non compare nei commentari della guerra gallica o della guerra civile. Secondo Appiano partecipò alla battaglia di Filippi agli ordini di Antonio, comandando una legione.
Il personaggio può forse essere identificato con Lucio Pinario Scarpo, legato di Marco Antonio in Cirenaica di cui è attestata l'attività monetaria. Dopo la battaglia di Azio Scarpo rifiutò di soddisfare le richieste dei messaggeri di Antonio e li mise a morte, consegnando le sue legioni al legato del nipote Cornelio Gallo. In seguito continuò a governare la Cirenaica emettendo moneta per conto del nipote, e ci restano monete coniate con il suo nome. Non si conosce altro sulla vita di questo parente di Cesare.